# Fiat 391
Le châssis d'autocar Fiat 391 est un modèle destiné aux carrossiers spécialisés argentins pour des autocars de ligne desservant les très longues distances, fabriqué par le constructeur argentin Fiat V.I. Argentina à partir de 1974.

## Histoire
Le Fiat 391 a été le troisième châssis pour autocar/autobus produit par Fiat V.I. en Argentine et destiné, comme cela était la coutume à l'époque, aux carrossiers industriels spécialisés qui réalisaient la carrosserie et l'aménagement intérieur selon les désirs et besoins des compagnies de transport. C'est la compagnie de transport argentine "La International" qui commanda ce modèle spécifique, dérivé du Fiat 319 avec moteur à l'avant dont 18 exemplaires ont été fabriqués. Son principal concurrent fut le Magirus-Deutz 210EV qui ne connut pas ce même succès.
L'économie argentine à cette époque essuyait une crise sérieuse et très profonde. L'économie nationale était quasiment arrêtée. Les dévaluations se succédaient chaque mois.